# Крушце
Крушце је насељено место у градској општини Палилула на подручју града Ниша у Нишавском округу. Према попису из 2022. било је 723 становника (према попису из 1991. било је 888 становника). Ово насеље је са насељима Мрамор и Мраморски Поток до 31.12.1992 било у саставу општине Мерошина, 1.1. 1993. године улази у састав Града Ниша, да би од 2004. постало део градске општине Палилула.

## Саобраћај
До Крушца се може доћи приградском линијом 33 ПАС Ниш - Насеље 9. Мај - Мрамор - Крушце - Лалинске Појате - Сечаница.

## Демографија
У насељу Крушце живи 689 пунолетних становника, а просечна старост становништва износи 45,4 година (45,4 код мушкараца и 45,4 код жена). У насељу има 271 домаћинстава, а просечан број чланова по домаћинству је 2,67.
Ово насеље је великим делом насељено Србима (према попису из 2002. године), а у последња три пописа, примећен је пад у броју становника.
|  |

| Демографија | Демографија | Демографија |
| Година      | Становника  | Становника  |
| ----------- | ----------- | ----------- |
| 1948.       | 800         |             |
| 1953.       | 835         |             |
| 1961.       | 872         |             |
| 1971.       | 892         |             |
| 1981.       | 898         |             |
| 1991.       | 888         | 878         |
| 2002.       | 879         | 887         |
| 2011.       | 831         |             |
| 2022.       | 723         |             |

| Етнички састав према попису из 2002.‍ | Етнички састав према попису из 2002.‍ | Етнички састав према попису из 2002.‍ | Етнички састав према попису из 2002.‍ | Етнички састав према попису из 2002.‍ |
| ------------------------------------ | ------------------------------------ | ------------------------------------ | ------------------------------------ | ------------------------------------ |
|                                      |                                      |                                      |                                      |                                      |
| Срби                                 | Срби                                 |                                      | 866                                  | 98,52%                               |
| Роми                                 | Роми                                 |                                      | 11                                   | 1,25%                                |
| непознато                            | непознато                            |                                      | 2                                    | 0,22%                                |

| Година пописа     | 1948. | 1953. | 1961. | 1971. | 1981. | 1991. | 2002. |
| ----------------- | ----- | ----- | ----- | ----- | ----- | ----- | ----- |
| Број домаћинстава | 113   | 124   | 152   | 188   | 212   | 219   | 286   |

| Број чланова      | 1  | 2  | 3  | 4  | 5  | 6  | 7 | 8 | 9 | 10 и више | Просек |
| ----------------- | -- | -- | -- | -- | -- | -- | - | - | - | --------- | ------ |
| Број домаћинстава | 40 | 77 | 53 | 78 | 19 | 15 | 3 | 1 | 0 | 0         | 3,07   |

| Пол    | Укупно | Неожењен/Неудата | Ожењен/Удата | Удовац/Удовица | Разведен/Разведена | Непознато |
| ------ | ------ | ---------------- | ------------ | -------------- | ------------------ | --------- |
| Мушки  | 371    | 78               | 254          | 31             | 7                  | 1         |
| Женски | 347    | 38               | 254          | 50             | 3                  | 2         |
| УКУПНО | 718    | 116              | 508          | 81             | 10                 | 3         |

| Пол    | Укупно                    | Пољопривреда, лов и шумарство | Рибарство                            | Вађење руде и камена | Прерађивачка индустрија       |
| ------ | ------------------------- | ----------------------------- | ------------------------------------ | -------------------- | ----------------------------- |
| Мушки  | 216                       | 42                            | 0                                    | 0                    | 81                            |
| Женски | 83                        | 36                            | 0                                    | 0                    | 17                            |
| УКУПНО | 299                       | 78                            | 0                                    | 0                    | 98                            |
| Пол    | Производња и снабдевање   | Грађевинарство                | Трговина                             | Хотели и ресторани   | Саобраћај, складиштење и везе |
| Мушки  | 2                         | 39                            | 15                                   | 2                    | 13                            |
| Женски | 0                         | 5                             | 14                                   | 0                    | 2                             |
| УКУПНО | 2                         | 44                            | 29                                   | 2                    | 15                            |
| Пол    | Финансијско посредовање   | Некретнине                    | Државна управа и одбрана             | Образовање           | Здравствени и социјални рад   |
| Мушки  | 0                         | 1                             | 7                                    | 0                    | 1                             |
| Женски | 0                         | 2                             | 0                                    | 4                    | 1                             |
| УКУПНО | 0                         | 3                             | 7                                    | 4                    | 2                             |
| Пол    | Остале услужне активности | Приватна домаћинства          | Екстериторијалне организације и тела | Непознато            | Непознато                     |
| Мушки  | 2                         | 0                             | 0                                    | 11                   | 11                            |
| Женски | 1                         | 0                             | 0                                    | 1                    | 1                             |
| УКУПНО | 3                         | 0                             | 0                                    | 12                   | 12                            |